# تضريس حراري

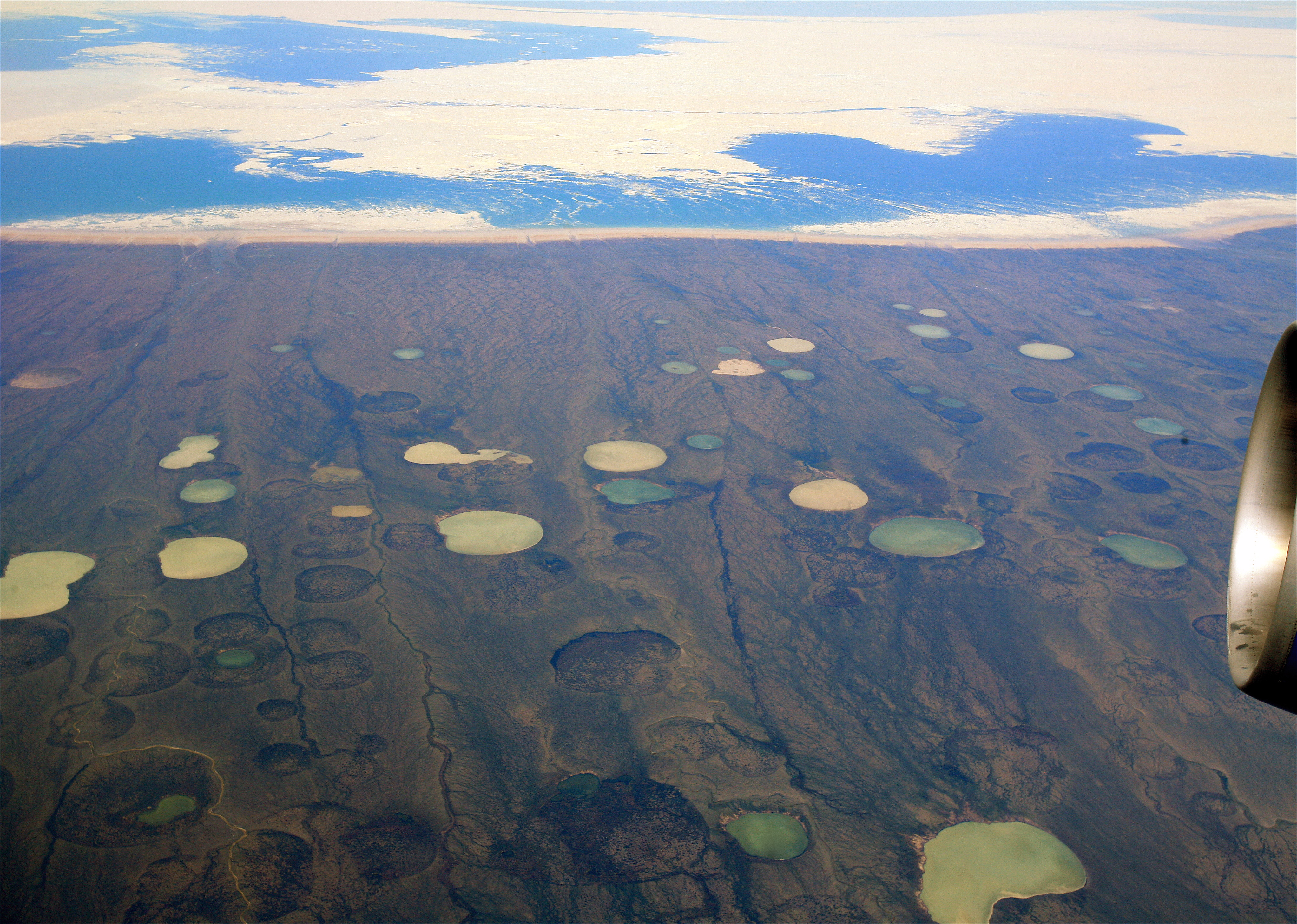

التضريس الحراري (بالإنجليزية: Thermokarst)‏، هي عملية تكون تضاريس مميزة، تنتج عن ذوبان جليد تربة دائمة التجمد وغنية بالجليد أو ذوبان جليد بري واسع النطاق. تتكون كثيراً في مناطق القطب الشمالي ومناطق الجبال الباردة مثل الهيمالايا وجبال الألب. تبدأ القباب الصغيرة الجليدية تتشكل على السطح بسبب الصقيع مع بداية فصل الشتاء. تبقى هذه مؤقتةً حتى تتلاشى وتذوب مع الصيف اللتالي وتترك جوفاً سطحيا صغيرا. تنمو بعض التجاويف الجليدية وتشكل قعراً سطحياً أكبر، والتي تستمر لسنوات عديدة وتصبح أحيانا مغطاة بالأعشاب، حتى تبدأ في ذوبان الجليد. هذه الأسطح القبة تقبع في نهاية المطاف إما سنوياً أو بعد فترات أطول وتشكل المنخفضات أسطح غير المستوية.